# Nordsjö- och Östersjöavtalen
Nordsjö- och Östersjöavtalen, som 1908 träffades mellan staterna vid Nordsjön och Östersjön där de ömsesidigt förband sig att garantera varandras territorier. Avtalet förlorade sin betydelse vid första världskrigets utbrott och förnyades sedan inte.
Östersjöavtalet undertecknades i Sankt Petersburg i Ryssland i april 1908. medan Nordsjöavtalet undertecknades i Berlin i Tyskland.